# 閣樓的拉傑
《閣樓的拉傑》是由日本動畫工作室Studio Ponoc製作、百瀨義行執導，於2023年上映的動畫電影，內容改編自英國作家A·F·哈洛德的2014年兒童小說《幻想》。

## 劇情
一名少女在失去父親後，在腦海裡幻想著一名叫做拉傑的少年，並與拉傑一同在想像與現實的生活裡渡過。

## 登場角色
拉傑
配音：寺田心
本作的主角。 是少女阿曼達想像中誕生的「想像中的朋友」，即虛構的存在。
阿曼達
配音：鈴木梨央
創造出拉傑的少女。 住在書店的二樓。
莉姬
配音：安藤櫻
阿曼達的母親。「莉姬」是暱稱，本名是「伊莉莎白」。曾是洗牌書店的經理，因為一些原因關閉了書店並找到其他工作。
艾米莉
配音：仲里依紗
拉傑在虛構的世界中遇到的少女。雖然在虛構的世界中沒有上下級關係，但實際上是領導者，除了Rajah之外，他是唯一擁有類似人類外表的存在。
歐若拉
配音：杉咲花
金讚
配音：山田孝之
出現在拉傑面前的神秘貓，右眼紅色，左眼藍色，異瞳。向拉傑解釋了他的未來，並引導他來到虛構的世界。對拉傑採取一種保持距離的立場，稱他為「少年」而非名字。
悲觀的奶奶
配音：高畑淳子
阿曼達在鄉村生活的祖母。
冷藏庫
配音：寺尾聰
虛構世界的老犬。在拉傑困擾時提供了一個契機。
班廷先生
配音：一成尾形
神秘男子。 一直跟蹤拉傑，其身旁時常伴隨著一位穿著黑色服裝、黑髮、面無表情、無言的少女。
小雪小姐
配音：鹿糠光明
拉傑在虛構的世界中遇到的粉紅色小牛。
骨瘦如柴
配音：一龍齋貞友
拉傑在虛構的世界中所遇到的骷髏，身高僅及幼兒。在劇中，偶然找到了「新朋友」，並從故事中離開。
德隆
配音：大谷育江
拉傑在虛構的世界中首次遇到並交談的玩具機器人。
茱莉亞
配音：平澤宏宏路
阿曼達的同學。 向成為芭蕾舞者。
約翰
配音：川原瑛都
在同一所學校上學的黑人少年，與阿曼達一樣。在幻想中與拉傑相遇。

## 製作
本作是繼《瑪麗與魔女之花》之後，Studio Ponoc時隔六年推出的長篇動畫電影，也是繼《謙虛的英雄》上映五年後的首部電影。導演是《謙虛的英雄》片中負責《武士蛋》的百瀨義行負責，動畫監督由小西賢一擔任，背景美術則由以宮崎駿工作室的美術人員為中心成立的德霍畫廊公司負責。美術監督是《謝謝你，在世界的角落找到我》的林孝輔。
電影改編自自英國作家A·F·哈洛德的2014年兒童小說《幻想》，描繪一名失戀的女孩創造的名為「想像」的隱形男孩，講述了他和他的朋友們如何阻止想像世界消失而進行一場「看不見的戰鬥」的冒險故事，電影均使用手繪動畫製作的，之後在2022年3月期間宣佈延遲上映的消息。改至2023年冬季上映。
2023年7月14日，本作的預告片在吉卜力工作室的《蒼鷺與少年》映前於戲院公開，隨後發布主視覺海報。貼出的標語是「世界是殘酷的，也是充滿愛的」。
透過吉卜力工作室的傳統手繪動畫和法國創作者使用新數位技術的合作，實現了以往手繪動畫難以達到的質感表現和光影的突破性影像呈現，為角色賦予了真實感。據稱，手繪的動畫片段超過了10萬張。
然而，為了引入新的動畫表現技術，制作受到了2019冠状病毒病疫情的影響製作狀況惡化。由於製作進度的延誤，繼續保持或提高品質在有限的時間內變得困難，因此迫使他們在是否延期上映並繼續制作，或者放棄制作之間做出決定。如果繼續製作，工作人員的薪資將攀升，預算將超支，預料會帶來相當大的財務壓力，到了2022年1月左右，甚至有解散和破產的可能性。然而，於2022年3月2日宣布原定在同年夏季上映的公開日期將被延期，但製作將繼續進行。最終，他們勉強完成了製作[2]。

## 發行
電影於2023年12月15日在全國上映。原計劃於2022年夏季上映，但由於製作進度延誤，推遲了一年以上。
在全國上映之前，於同年11月16日在東京都的TOHO CINEMAS六本木HILLS舉行了日本首映禮。

## 外部連結
- 《閣樓的拉傑》官方網站 （页面存档备份，存于）